# Cycloptilum trigonipalpum
Cycloptilum trigonipalpum är en insektsart som först beskrevs av Rehn, J.A.G. och Morgan Hebard 1912.  Cycloptilum trigonipalpum ingår i släktet Cycloptilum och familjen Mogoplistidae. Inga underarter finns listade i Catalogue of Life.